# ジョン・ネイスン
ジョン・ネイスン（John Nathan 1940年 - ）はアメリカの日本研究者、翻訳家、プロデューサー、ディレクター。カリフォルニア大学サンタバーバラ校教授。文学博士。ユダヤ系アメリカ人である。

## 来歴・人物
ハーバード大学在学中から日本語に興味を持つ。エドウィン・O・ライシャワーの教えを受ける。同大学卒業後、アメリカ人として初めて東京大学の学生となり国文学を専攻していたとき、1963年10月、クノップ社のハロルド・シュトラウスの仲介で三島由紀夫作品の英訳者に起用される。1964年2月から翌年2月にかけて『午後の曳航』を英訳し、三島の信頼を得る。1965年1月26日、三島から書簡を送られ、映画『憂国』の英語版解説文の翻訳を手伝った。ネイスンによると、1965年2月、三島からノーベル文学賞受賞のために協力を求められたが、当時ネイスンは大江健三郎の作品に惹かれていたため、同年11月、三島邸を訪れて『絹と明察』の英訳を謝絶して、大江の『個人的な体験』を翻訳した。このために三島と疎遠になったという。
1961年、東京芸術大学在学中の小田まゆみと結婚、二人の男児を儲けるが78年に離婚、まゆみは美術家となる。1981年、ハリウッドで映画の仕事のチャンスを模索する中で、ユダヤ系のダイアン・ハーゲルマンと知り合う。1984年、彼女とニューヨークで結婚。
コロンビア大学で博士号を取得し、1972年プリンストン大学助教授、79年教授となるが辞職し、日本に関するドキュメンタリー番組のプロデューサー、ディレクターとしても活躍した。1982年、ケンタッキーフライドチキンの日本進出を描いたThe Colonel Goes to Japanでエミー賞を受賞。築地や勝新太郎、坂井音重のドキュメンタリー映画を撮り、事業を始めるが失敗し、1994年カリフォルニア大学サンタバーバラ校教授となる。
1965年、新橋演舞場で、「唐人お吉」に出演、水谷八重子 (初代) の相手役としてタウンゼンド・ハリスを演じる。また大江の『個人的な体験』の映画化を試みるが挫折し、「サマー・ソルジャー」（1972）の脚本を書いて勅使河原宏が監督した。
三島の死後、1974年に三島の伝記"Mishima: A Biography"を刊行。1976年に新潮社から野口武彦による邦訳『三島由紀夫―ある評伝』が上梓されたが、三島の同性愛に深く踏み込んだ内容が未亡人瑤子の怒りに触れて絶版に追い込まれた。瑤子の死後、2000年に同社から新装版が刊行されている。
1994年に大江がノーベル文学賞を受けた際には、ストックホルムでの授賞式に赴いて、翻訳の仕事から遠ざかっていたため交際が途絶えていた大江と再会した。その後大江の『新しい人よ眼ざめよ』翻訳をしている。（なお大江は「ネイサン」と表記する（『小説のたくらみ、知の楽しみ』）。

## 翻訳
- 三島由紀夫『午後の曳航』（英題The Sailor Who Fell from Grace with the Sea）
- 大江健三郎『個人的な体験』（A Personal Matter）
- 大江健三郎『新しい人よ眼ざめよ』（Rouse Up O Young Men of the New Age!）
- 大江健三郎『われらの狂気を生き延びる道を教えよ』（Teach Us to Outgrow Our Madness）
- 大江健三郎『死者の奢り』
- 安部公房『赤い繭』
- 安部公房『棒』
- 太宰治『ロマネスク』
- 三島由紀夫『荒野より』

## 著書
- Mishima: A Biography, 1974
  - 『三島由紀夫―ある評伝』 野口武彦訳、新潮社、1976年、改訂版2000年
- Sony: The Private Life, 1999
  - 『ソニードリーム・キッズの伝説』 山崎淳訳、文藝春秋、2000年、文春文庫、2002年
- Japan Unbound: A Volatile Nation's Quest for Pride and Purpose, 2004
- Living Carelessly in Tokyo and Elsewhere: A Memoir, 2008
  - 『ニッポン放浪記　ジョン・ネイスン回想録』 前沢浩子訳、岩波書店、2017年

## ドキュメンタリー映画
- The Japanese, A Film Trilogy: Full Moon Lunch(フルムーンランチ - 東京の仕出し屋の日常。アメリカ映画祭でレッドリボン賞、ワシントン国際映画祭でベスト・インターナショナル映画賞を受賞[5]), The Blind Swordsman(盲の剣士 - 座頭市シリーズの勝新太郎を追ったもの), Farm Song(田んぼの歌 - 宮城県の農家を撮ったもの)（1979年）
- The Colonel Goes to Japan（1982年）
- Daimyo（1988年）